# فرودگاه آران‌ای‌اس پولهام
فرودگاه آران‌ای‌اس پولهام (به انگلیسی: RNAS Pulham) یک فرودگاه نظامی است . این فرودگاه در کشور انگلستان قرار دارد و در ارتفاع ۴۲ متری از سطح دریا واقع شده است.